# Africains poids moyens
 (juillet 2025).
Pour plus de détails, voir Fiche technique et Distribution.
Africains poids moyens est un court métrage belgo-congolais de Daniel Cattier, réalisé en 2004 et sorti en 2005 lors du 20e festival international du film francophone de Namur. Il a obtenu le Prix du meilleur court-métrage du festival du Cap (Afrique du Sud).

## Synopsis
Juin 1960, alors que le Congo accède à son indépendance, un jeune boxeur congolais, Samwa et son grand frère, Nourou, arrivent à Bruxelles pour disputer un championnat de boxe. Samwa s'entraîne durement, malgré des conditions précaires, sous le regard autoritaire de son frère ; jusqu'au jour où les promoteurs Belges du combat ordonnent à Samwa de perdre le combat.

## Fiche technique
- Titre : Africains poids moyens
- Réalisateur : Daniel Cattier
- Scénariste : Daniel Cattier
- Image : Diego Romero
- Montage : Nicolas Dedecker
- Son : Vincent Nouaille
- Format : 35 mm
- Pays d'origine :  Belgique,  République démocratique du Congo
- Durée : 17 minutes
- Version originale : Lingala-française
- Production : Néon rouge Production
- Distribution : Néon rouge Production

## Distribution
- Lansana Bea Diallo : Samwa
- Tshilombo Imhotep : Nourou
- Virginie Efira :
- Suzy Falk :